# Liste des sites mégalithiques en Suisse
Cette liste non exhaustive recense les sites mégalithiques en Suisse.

## Cartographie
Localisation des principaux sites mégalithiques en Suisse
| : Complexes mégalithiques · : Alignements, henges, cromlechs · : Dolmens, menhirs, tumulus, cairns · |

## Liste
| Site                                            | Type                                       | Canton        | Commune                | Notes | Coordonnées                 | Image |
| ----------------------------------------------- | ------------------------------------------ | ------------- | ---------------------- | --- | --------------------------- | ----- |
| Dolmen d'Aesch (de)                             | Dolmen                                     | Bâle-Campagne | Aesch                  | | 47° 28′ 14″ N, 7° 35′ 49″ E |       |
| Dolmen de Laufon (de)                           | Dolmen                                     | Bâle-Campagne | Laufon                 | | 47° 25′ 24″ N, 7° 30′ 01″ E |       |
| Menhir d'Attiswil                               | Menhir                                     | Berne         | Attiswil               | | 47° 14′ 41″ N, 7° 36′ 55″ E |       |
| Dolmen d'Oberbipp (de)                          | Dolmen                                     | Berne         | Oberbipp               | Découvert en 2012, déplacé dans le cimetière voisin                                                       | 47° 15′ 48″ N, 7° 39′ 37″ E |       |
| Menhirs du parc de La Grange                    | Menhirs                                    | Genève        | Genève                 | Deux menhirs couchés                                                                                      | 46° 12′ 19″ N, 6° 10′ 10″ E |       |
| Pierre aux Dames                                | Mégalithe                                  | Genève        | Troinex                | Original exposé au musée d'art et d'histoire de Genève, une copie est visible devant la mairie de Troinex |                             |       |
| Parc la Mutta                                   | Alignements                                | Grisons       | Falera                 | | 46° 47′ 56″ N, 9° 14′ 07″ E |       |
| Pierre-Percée (de)                              | Menhir                                     | Jura          | Courgenay              | | 47° 24′ 11″ N, 7° 07′ 37″ E |       |
| Dolmen de Plant de Rives                        | Dolmen                                     | Neuchâtel     | Auvernier / Colombier  | | 47° 00′ 28″ N, 6° 58′ 20″ E |       |
| Ensemble mégalithique de Treytel-A Sugiez       | Alignement mégalithique et 2 statue-menhir | Neuchâtel     | Bevaix                 | | 46° 55′ 20″ N, 6° 48′ 21″ E |       |
| Les Menhirs de la forêt du Devens               | 2 Menhirs                                  | Neuchâtel     | Gorgier                | | 46° 54′ 16″ N, 6° 47′ 44″ E |       |
| Menhir de Saint-Aubin-Sauges                    | Menhir                                     | Neuchâtel     | Saint-Aubin-Sauges     | | 46° 52′ 51″ N, 6° 47′ 03″ E |       |
| Menhir de Vauroux                               | Menhir                                     | Neuchâtel     | Cortaillod / Bevaix    | | 46° 55′ 27″ N, 6° 47′ 40″ E |       |
| Le Dolmen démantelé de la Rota ou Trou des Âmes | Dolmen                                     | Neuchâtel     | Fresens                | | 46° 53′ 26″ N, 6° 44′ 42″ E |       |
| Chemin des Collines                             | Alignement                                 | Valais        | Sion                   | | 46° 13′ 56″ N, 7° 21′ 17″ E |       |
| Dolmen du Petit-Chasseur                        | Dolmen                                     | Valais        | Sion                   | | 46° 13′ 55″ N, 7° 21′ 05″ E |       |
| Menhir de Bonvillars (de)                       | Menhir                                     | Vaud          | Bonvillars             | | 46° 50′ 11″ N, 6° 40′ 05″ E |       |
| Alignement de Clendy                            | Alignement                                 | Vaud          | Yverdon-les-Bains      | | 46° 46′ 52″ N, 6° 39′ 25″ E |       |
| Menhirs de Corcelles (de)                       | Menhirs                                    | Vaud          | Corcelles-près-Concise | | 46° 51′ 01″ N, 6° 42′ 08″ E |       |
| Menhir d'Essertes-Auboranges                    | Menhir                                     | Vaud          | Essertes               | | 46° 34′ 30″ N, 6° 47′ 41″ E |       |
| Menhir de Grandson                              | Menhir                                     | Vaud          | Grandson               | | 46° 49′ 00″ N, 6° 38′ 50″ E |       |
| Alignement de Lutry                             | Alignement                                 | Vaud          | Lutry                  | | 46° 30′ 12″ N, 6° 41′ 06″ E |       |
| Cromlech de La Praz                             | Cromlech                                   | Vaud          | La Praz                | | 46° 39′ 30″ N, 6° 25′ 53″ E |       |
| Dolmen de Praz Berthoud (de)                    | Dolmen                                     | Vaud          | Yverdon-les-Bains      | | 46° 50′ 52″ N, 6° 41′ 26″ E |       |
| Fürstengrabhügel Sonnenbühl (de)                | Tumulus                                    | Zurich        | Uitikon                | | 47° 21′ 27″ N, 8° 29′ 59″ E |       |
| Cromlech de Käferberg                           | Cromlech                                   | Zurich        | Zurich                 | | 47° 24′ 13″ N, 8° 31′ 20″ E |       |
| Menhir de Rifferswil                            | Menhir                                     | Zurich        | Rifferswil             | | 47° 14′ 47″ N, 8° 30′ 29″ E |       |